# Maria Pia Cosma
Maria Pia Cosma (1970) és una biòloga i investigadora italiana especialista en reprogramació cel·lular al Centre de Regulació Genòmica.
Maria Pia Cosma es va doctorar en Genètica Cel·lular i Molecular a la Facultat de Medicina de la Universitat de Nàpols Frederic II i va ser investigadora post-doctoral Marie Curie a l'Institut de Recerca de Patologia Molecular a Viena. Actualment dirigeix un grup de reprogramació cel·lular al Centre de Regulació Genòmica, i des del 2010 és membre ICREA.
El 2015 va guanyar el premi Ciutat de Barcelona en el camp de Ciències de la Vida.